# Bando de Tagaragre

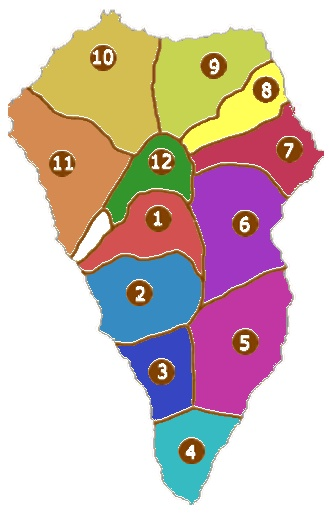
División de la isla de La Palma en cantones aborígenes. El número 9 se corresponde con Tagaragre.

Tagaragre  era el nombre que recibía una de las doce demarcaciones territoriales en las que los aborígenes benahoaritas tenían dividida la isla de La Palma (Canarias, España) a la llegada de los conquistadores castellanos a finales del siglo xv.
Su capitán o caudillo durante la conquista era Temiaba, aunque en su lugar gobernaba realmente su valido Autinmara.

## Etimología
Según el filólogo Ignacio Reyes este término significaría literalmente 'barlovento' desde una posible forma original tagarger.
Por su parte, Maximiano Trapero apunta su posible relación con el topónimo Tagaragué de la isla de La Gomera.

## Características
Según Juan de Abréu Galindo, «el noveno término y señorío era Tagaragre que llaman hoy Barlovento», es decir, que su territorio abarcaría el moderno término municipal de Barlovento.
Durante la conquista castellana de la isla entre 1492 y 1493, el cantón de Tagaragre fue uno de los que ofreció resistencia a los conquistadores, aunque finalmente fueron derrotados sus habitantes.